# لاشلان برووك
لاشلان برووك (بالإنجليزية: Lachlan Brook) (8 فبراير 2001 بأديلايد في أستراليا - ) هو لاعب كرة قدم أسترالي في مركز الهجوم.

## روابط خارجية
- لاشلان برووك على موقع الدوري الأمريكي (الإنجليزية)
- لاشلان برووك على موقع قاعدة بيانات كرة القدم.إي يو (الإنجليزية)
- لاشلان برووك على موقع Soccerbase.com (لاعب) (الإنجليزية)
- لاشلان برووك على موقع Soccerway.com (الإنجليزية)